# Josef Weikl
Josef Weikl (Bodenmais, 15 gennaio 1954) è un ex calciatore tedesco, di ruolo centrocampista.

## Carriera
Con la maglia del Fortuna Düsseldorf, ha totalizzato 303 incontri e 25 reti in dieci stagioni di Bundesliga, vincendo la Coppa di Germania per due stagioni consecutive. Conta anche sedici presenze in Coppa delle Coppe, disputando da subentrante la finale della Coppa delle Coppe 1978-1979.

## Statistiche

### Presenze e reti nei club
| Stagione        | Squadra            | Campionato      | Campionato | Campionato | Coppe nazionali | Coppe nazionali | Coppe nazionali | Coppe continentali | Coppe continentali | Coppe continentali | Totale | Totale |
| Stagione        | Squadra            | Comp            | Pres       | Reti       | Comp            | Pres            | Reti            | Comp               | Pres               | Reti               | Pres   | Reti   |
| --------------- | ------------------ | --------------- | ---------- | ---------- | --------------- | --------------- | --------------- | ------------------ | ------------------ | ------------------ | ------ | ------ |
| 1977-1978       | Fortuna Düsseldorf | BL              | 12         | 1          | CG              | 3               | 0               | -                  | -                  | -                  | 15     | 1      |
| 1978-1979       | Fortuna Düsseldorf | BL              | 28         | 1          | CG              | 5               | 0               | CdC                | 8                  | 0                  | 41     | 1      |
| 1979-1980       | Fortuna Düsseldorf | BL              | 33         | 0          | CG              | 7               | 1               | CdC                | 2                  | 0                  | 42     | 1      |
| 1980-1981       | Fortuna Düsseldorf | BL              | 34         | 4          | CG              | 4               | 0               | CdC                | 6                  | 0                  | 44     | 4      |
| 1981-1982       | Fortuna Düsseldorf | BL              | 33         | 3          | CG              | 2               | 0               | -                  | -                  | -                  | 35     | 3      |
| 1982-1983       | Fortuna Düsseldorf | BL              | 34         | 2          | CG              | 2               | 1               | -                  | -                  | -                  | 36     | 3      |
| 1983-1984       | Fortuna Düsseldorf | BL              | 29         | 2          | CG              | 1               | 0               | -                  | -                  | -                  | 30     | 2      |
| 1984-1985       | Fortuna Düsseldorf | BL              | 34         | 4          | CG              | 2               | 1               | -                  | -                  | -                  | 36     | 5      |
| 1985-1986       | Fortuna Düsseldorf | BL              | 33         | 3          | CG              | 3               | 0               | -                  | -                  | -                  | 36     | 3      |
| 1986-1987       | Fortuna Düsseldorf | BL              | 33         | 5          | CG              | 4               | 1               | -                  | -                  | -                  | 37     | 6      |
| 1987-1988       | Fortuna Düsseldorf | 2BL             | 36         | 1          | CG              | 3               | 1               | -                  | -                  | -                  | 39     | 2      |
| Totale carriera | Totale carriera    | Totale carriera | 339        | 26         |                 | 37              | 6               |                    | 16                 | 0                  | 392    | 32     |

## Palmarès
- DFB-Pokal: 2

1978-1979, 1979-1980